# Chilské letectvo
Fuerza Aérea de Chile (zkratkou FACh) je letectvo republiky Chile, jedna ze tří hlavních složek jejích ozbrojených sil. Vedle ní vlastními leteckými jednotkami disponují i pozemní síly a námořnictvo.

## Historie

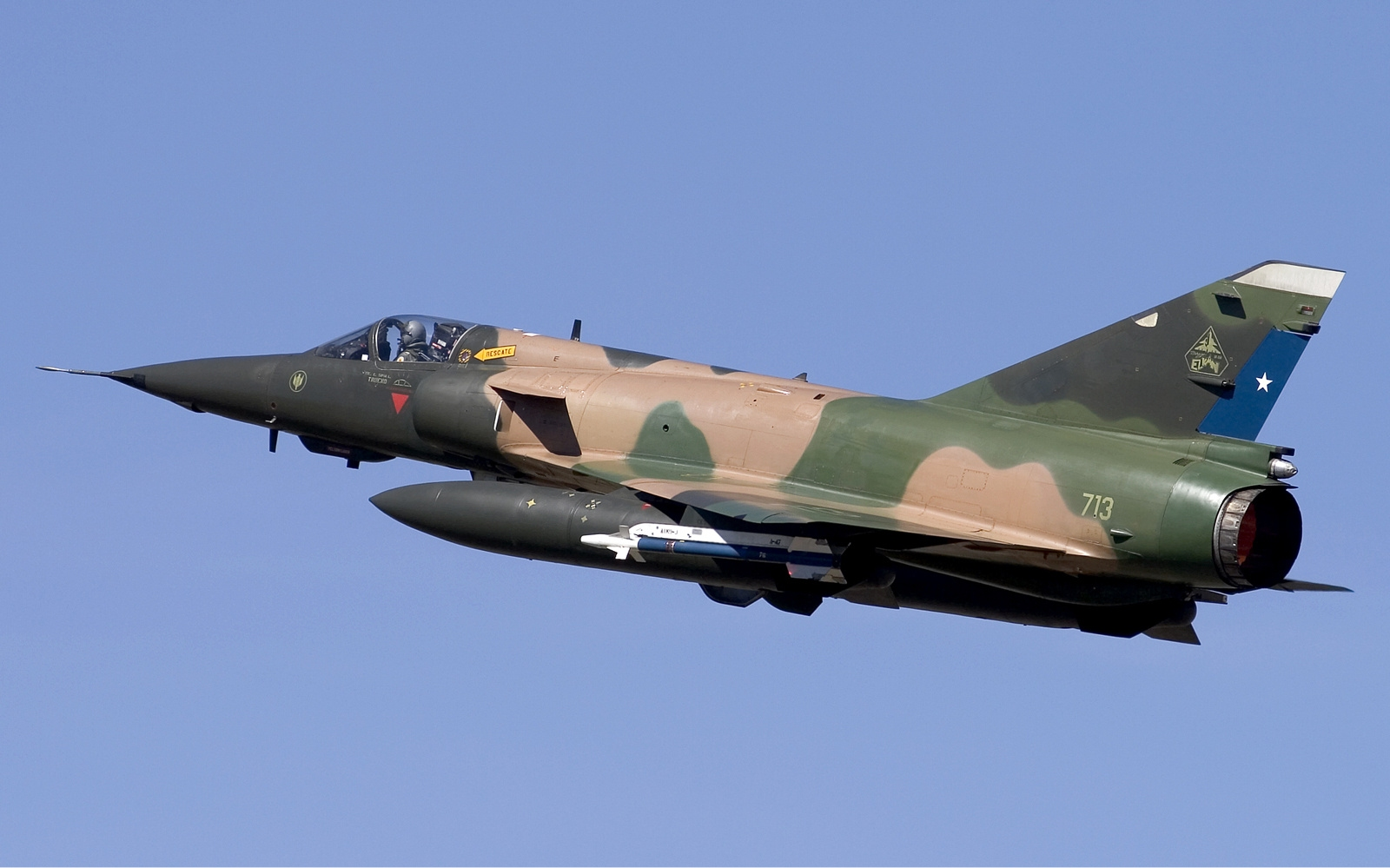
Chilská Mirage 5MA Elkan

Jejími prvními letouny, původně pod názvem Servicio Militar de Aviación de Chile, byly stroje typů Blériot XI, Avro 504, Bristol M.1, Airco DH.9 a RAF S.E.5. Jako samostatná složka ozbrojených sil začala organizace operovat 21. března 1930, zpočátku s označením Fuerza Aérea Nacional. Od roku 1950 se jejich primárním dodavatelem staly Spojené státy americké, které převáděly vybavení z přebytků. Od té doby používaly mj. typy P-47D Thunderbolt, B-26 Invader a C-47 Skytrain, Beechcraft C-45 Expeditor a T-34 Mentor, North American T-6 Texan, Lockheed F-80 a T-33 Shooting Star, a Cessna T-37 Tweet a A-37 Dragonfly. Kromě amerických letounů užívaly také i britské stíhačky Hawker Hunter a modernizované ex-belgické Mirage 50.
Kromě USA je významným dodavatelem zbraní a modernizačních technologií také Izrael. Díky spolupráci se španělskou firmou CASA byla v Chile vyráběna cvičná letadla. Kvůli omezenému rozpočtu bylo zakoupeno pouze 10 nových F-16C/D Block 50, které nahradily Mirage 50CN Pantera; pro udržení bojového potenciálu bylo po stažení dvaceti Mirage 5 Elkan a šestnácti F-5E/F zakoupeno a před dodáním modernizováno 36 nizozemských F-16AM/BM. V prosinci 2016 Fuerza Aérea de Chile zakoupila také 6 víceúčelových vrtulníků S-70i Black Hawk s náhradními díly, zařízením pro pozemní obsluhu, školením letových posádek a personálu údržby a technickou pomocí. Stroje byly vyrobeny v PZL v Mielci a nahrazují UH-1H, užívané také pro spojovací úkoly. Tuto roli převezmou Bell 412.

## Letadla
Tabulka obsahuje přehled letecké techniky chilských vzdušných sil v roce 2022 podle FlightGlobal.
| Název                                 | Původ                  | Určení                                            | Verze            | Ve službě      | Poznámky |                |
| Bojové letouny                        | Bojové letouny         | Bojové letouny                                    | Bojové letouny   | Bojové letouny | Bojové letouny | Bojové letouny |
| ------------------------------------- | ---------------------- | ------------------------------------------------- | ---------------- | -------------- | --- | -------------- |
| General Dynamics F-16 Fighting Falcon | Spojené státy americké | víceúčelový bojový letoundvoumístný bojový letoun | F-16A/CF-16B/D   | 3511           | |                |
| Northrop F-5                          | Spojené státy americké | lehký stíhací letoundvoumístný letoun             | F-5EF-5F         | 103            | |                |
| Speciální letouny                     |                        |                                                   |                  |                | |                |
| Boeing 707                            | USA/ Izrael            | letoun včasné výstrahy a varování                 | EC-707 Cóndor    | 1              | Letoun modifikovaný firmou Israel Aerospace Industries je vybaven radarem EL/M-2075 Phalcon. Plánována náhrada 3 stroji E-3D Sentry, zakoupenými z přebytků britského RAF. |                |
| Boeing KC-135 Stratotanker            | Spojené státy americké | letoun pro tankování paliva za letu               | KC-135E          | 3              | |                |
| Lockheed C-130 Hercules               | Spojené státy americké | letoun pro tankování paliva za letu               | KC-130R Hercules | 3              | |                |
| Dopravní a transportní letouny        |                        |                                                   |                  |                | |                |
| Boeing 737                            | Spojené státy americké | dopravní letoun                                   |                  | 1              | |                |
| CASA C-212 Aviocar                    | Španělsko              | lehký transportní/užitkový letoun                 |                  | 3              | |                |
| Cessna Citation                       | Spojené státy americké | business jet                                      | Citation CJ1     | 4              | |                |
| de Havilland Canada DHC-6 Twin Otter  | Kanada                 | užitkový letoun vlastností STOL                   |                  | 11             | |                |
| Embraer C-390 Millennium              | Brazílie               | střední transportní letoun                        |                  | 0              | Předběžná objednávka na 6 ks. |                |
| Lockheed C-130 Hercules               | Spojené státy americké | taktický transportní letoun                       | C-130B/H         | 4              | |                |
| Vrtulníky                             |                        |                                                   |                  |                | |                |
| Bell 412                              | Spojené státy americké | užitkový vrtulník                                 |                  | 15             | |                |
| Bell UH-1 Iroquois                    | Spojené státy americké | užitkový vrtulník                                 | UH-1H            | 10             | |                |
| Sikorsky S-70                         | Spojené státy americké | transportní a užitkový vrtulník                   | S-70i            | 6              | |                |
| Cvičná letadla                        |                        |                                                   |                  |                | |                |
| Bell 206                              | Spojené státy americké | cvičný vrtulník                                   |                  | 5              | |                |
| CASA C-101 Aviojet                    | Španělsko              | proudový cvičný a lehký bojový letoun             | T-36 Halcón      | 19             | |                |
| Cirrus SR22                           | Spojené státy americké | cvičný letoun pro základní výcvik                 |                  | 8              | |                |
| Embraer EMB 314 Super Tucano          | Brazílie               | turbovrtulový cvičný a lehký bojový letoun        |                  | 22             | |                |
| ENAER T-35 Pillán                     | Chile                  | cvičný letoun                                     |                  | 31             | |                |